# Vaincre ou mourir (film, 2023)
Pour les articles homonymes, voir Vaincre ou mourir.
Pour plus de détails, voir Fiche technique et Distribution.
Vaincre ou mourir est un film français coréalisé par Paul Mignot et Vincent Mottez, produit par Puy du Fou Films et Studiocanal, sorti en 2023. Le long-métrage s'intéresse à la guerre de Vendée par le prisme du général vendéen François Athanase Charette de La Contrie.
Le film reçoit un mauvais accueil de la critique de presse. Il attire près de 300 000 spectateurs en neuf semaines. Les historiens spécialistes de la Révolution française relèvent peu d'erreurs factuelles, mais notent que, si le film ne reprend pas tel quel un propos de propagande contre-révolutionnaire, son contexte d'exploitation commerciale se fait au profit d'entreprises qui diffusent par ailleurs de tels discours.

## Synopsis
Dans la France révolutionnaire, en 1793, après trois ans de tranquillité au château de Fonteclose où il s'est établi après son mariage, François Athanase Charette de La Contrie se voit rappeler par des paysans en colère pour prendre le commandement de l'insurrection vendéenne.
Le jeune marin devient alors un habile stratège et un chef de guerre charismatique, défiant la République avec son armée de paysans, de femmes et d'enfants.

## Fiche technique
- Titre original : Vaincre ou mourir
- Réalisation : Paul Mignot, Vincent Mottez
- Scénario : Vincent Mottez d'après le spectacle du Puy du Fou Le Dernier Panache
- Musique : Nathan Stornetta
- Décors : Audrey Malecot, Irène Marinari
- Costumes : Les Vertugadins
- Photographie : Alexandre Jamin
- Montage : Tao Delport
- Producteur : Guillaume Allaire, Hubert De Filippo, Nicolas de Villiers
- Société de production : Puy du Fou Films, Studiocanal
- Budget : inférieur à 5 millions €
- Distributeur : Saje distribution
- Genre : historique, action, aventures
- Pays de production :  France
- Langue originale : français
- Durée : 100 minutes
- Dates de sortie :
  - France : 25 janvier 2023
- Classification :
  - France : tout public lors de sa sortie en salles et déconseillé aux moins de 10 ans à la télévision.

## Distribution
Sauf indication contraire, les informations mentionnées dans cette section peuvent être confirmées par la base de données cinématographiques IMDb,  présente dans la section « Liens externes ».
- Hugo Becker : François Athanase Charette de La Contrie
- Rod Paradot : François Prudent Hervouët de La Robrie
- Gilles Cohen : Jean-Baptiste de Couëtus
- Grégory Fitoussi : Jean-Pierre Travot
- Constance Gay : Céleste Bulkeley
- Dorcas Coppin : Marie Adélaïde de La Touche Limouzinière de La Rochefoucauld
- Jonathan Demurger : Nicolas Haxo
- Francis Renaud : Jacques-Louis Maupillier
- Damien Jouillerot : Louis Lecouvreur
- Olivier Barthélémy : Pfeiffer
- Anne Serra : Marie-Anne Charette de La Contrie
- Jacques Milazzo : l'Abbé Remaud
- Jean-Hugues Anglade : Albert Ruelle
- Léon Durieux : Louis XVII
- Avant Strangel : Thomas Alexandre Dumas

## Production

### Genèse
En mars 2022, le parc du Puy du Fou annonce son projet de produire un long-métrage via sa filiale Puy du Fou Films,,. Le projet est présenté comme un documentaire d’inspiration historique. Ce premier film se penche sur François-Athanase Charette de La Contrie, figure majeure de la guerre de Vendée. Le projet se revendique dans la continuité du spectacle Le Dernier Panache, créé au sein du parc vendéen et élu Meilleure création mondiale par la Themed Entertainment Association en 2016,. La région Pays de la Loire participe à hauteur de 200 000 € à la production de Vaincre ou mourir qui nécessite moins de cinq millions d'euros.

### Développement
Plusieurs historiens et spécialistes sont consultés par les réalisateurs, sans participer à l'écriture du scénario : Jean-Clément Martin, Anne Rolland-Boulestreau, Reynald Secher, Nicolas Delahaye et Anne Bernet. Jean-Clément Martin demande cependant par la suite le retrait de ses interventions. En décembre 2022, le réalisateur Vincent Mottez déclare à ce sujet : « Il est vrai que le projet, présenté au démarrage comme un docu-fiction, a évolué en long-métrage au gré de l’avancée du projet. Je comprends tout à fait que Jean-Clément Martin, voyant le contrat de base modifié, ait fait cette demande. Nous restons toutefois en très bons termes ».

### Tournage
Le tournage débute en mars 2022 et se déroule dans le parc du Puy du Fou et ses alentours.

### Postproduction
La distribution en salles du film est assurée par Studiocanal, société membre du groupe Vivendi alors possédé par Vincent Bolloré, et par la société Saje. Cette dernière produit des films destinés à un public chrétien intéressé par « tout ce qui touche à la foi », dans la lignée du cinéma confessionnel américain, selon les propos d'Hubert de Torcy, PDG de Saje.

## Accueil

### Sortie et promotion
Le film sort en France le 25 janvier 2023. Il est auparavant présenté lors d'avant-premières dans plusieurs villes de France le 8 décembre 2022.
Il est prévu que le film sorte en Espagne le 15 septembre 2023 et dans d’autres pays hispanophones par la suite.

### Accueil critique
En France, l'agrégateur de critiques Allociné fait apparaître une moyenne de 1,3⁄5 établie à partir de 10 titres de presse. Les avis de spectateurs donnent au film une moyenne de 4 sur 5 mais, après une analyse de Libération, leur représentativité est remise en cause par des spécialistes du marketing. Un an plus tard, les avis de spectateurs donnent au film une moyenne de 3,6 sur 5.

#### Avis positifs
Le film recueille des avis positifs essentiellement dans la presse conservatrice : le mensuel catholique traditionaliste La Nef écrit : « les producteurs nous offrent un film à grand spectacle avec d’excellents acteurs qui en sont le point fort ». Le journaliste François Maximin conclut : « l’esprit du film est remarquable et suit au plus près la réalité historique. La mise en scène, côté moyens, n’a rien de ridicule, même si elle est loin des grandes productions hollywoodiennes : l’image est belle, les scènes bien filmées. Tout cela est positif, et pourtant, en sortant de la projection, on ne peut s’empêcher de penser qu’il manque quelque chose, qu’on passe à côté de la dimension épique d’une telle histoire ».
Sur Claves, site de formation chrétienne de la Fraternité Saint-Pierre, l'abbé Paul Roy voit en Vaincre ou mourir « un beau film qui fait revivre toute l’horreur paradoxale de ces temps oubliés de notre histoire ». Pour lui, le long-métrage reste « pudique sur la vie chrétienne de Charette, et ne prétend pas canoniser son héros, mais le montre cependant luttant pour Dieu et le roi dans une atmosphère chrétienne. La présence de l’abbé est constante à ses côtés, même si le personnage peut parfois sembler un peu falot (et mal rasé) : depuis les premières images magnifiques de messe dans les bois jusqu’à l’ultime absolution donnée au condamné sur le chemin du peloton d’exécution ». Il affirme que « la grande qualité de la production, à l’image du savoir-faire du Puy du Fou, réside certainement dans le bel esprit avec lequel est retracée l’épopée de ce héros vendéen, dans la beauté des images, des costumes, des scènes en général et de la musique qui les accompagne, et dans la richesse et la profondeur historique et littéraire du texte qui fait la trame d’ensemble ».
Le site Zickma se focalise sur la forme et les acteurs : il loue notamment « un Rod Paradot formidable qui continue de prouver tout son talent » ainsi que « les beaux décors, la mise en scène soignée (malgré quelques maladresses), les très beaux costumes, sans oublier sa jolie bande originale, bien qu’un peu trop présente ». La chroniqueuse conclut que Vaincre ou mourir « amène un vent de fraîcheur sur le cinéma français [qui] fait beaucoup de bien ».

#### Avis négatifs
Paul Quinio, de Libération, voit dans cette production un « exemple supplémentaire de l’offensive conservatrice en cours, qui utilise le soft power pour diffuser des idées sans en avoir l’air ». Pour le journaliste, le film s’inscrit dans « une bataille culturelle et idéologique […] loin d’être derrière nous ». Il voit dans la représentation proposée de l’affrontement entre « royalistes et républicains » lors de la guerre de Vendée de « bons royalistes » contre des « méchants républicains ». Interviewé par Libération, l'historien Guillaume Lancereau reproche aux scénaristes « de faire rentrer dans la tête d’un maximum de gens une vision réactionnaire et manichéenne » des faits. Sa collègue Elisabeth Franck-Dumas abonde dans ce sens : « Le plus fascinant, dans un film militant ayant transformé ses personnages en alibi, devient la place prépondérante accordée aux concepts, à ces entités sans tête et abstraites, visiblement malfaisantes, contre lesquelles bataillent sans relâche Charette et ses amis. Elles ont pour nom république ou Histoire. […] Renverser l’Histoire, une bonne définition de l’entreprise réactionnaire. ». Albane Guichard du HuffPost reproche au film le recours à une interview du « controversé Reynald Secher, qui soutient la thèse d’un « génocide » vendéen dans ses livres » et un propos ambigu : « dès le début, la frontière entre documentaire et fiction est brouillée », une « stratégie déjà utilisée dans les spectacles du parc ».
Samuel Douhaire, de Télérama, titre « Vaincre ou mourir, un film du Puy du Fou si mauvais que même les royalistes détesteront » et affirme que la guerre de Vendée y est « contée[s] avec des lunettes de chouan et de gros sabots ».
Du côté de L'Obs, Xavier Leherpeur place d'emblée le film dans son encadré le Raté de la semaine : « À la question posée par le titre, la réponse est claire : mourir plutôt que de revoir un jour ce nanar historique ». Le chroniqueur regrette que les moyens soient « impuissants à sauver le film de sa mélasse scénaristique » et trouve la mise en scène « inerte, reposant sur un recours abusif au drone et aux contre-plongées pour renforcer la dimension christique du personnage central ». Il conclut : « très peu de cinéma, beaucoup de bruit et de fureur prosélyte, le tout saupoudré d’un message chrétien lourdement asséné ».
Murielle Joudet du Monde évoque elle aussi « un nanar historique », caractérisé par « une bouillie audiovisuelle qui égrène tous les poncifs les plus éculés du film historique, remuant son imagerie christique et viriliste à coups d’effets visuels d’un autre âge ».
Pour la rédaction du Parisien, « malgré des scènes d’actions plutôt réussies, Vaincre ou mourir peine à convaincre, tant sur la forme, que sur le fond ».
Le journaliste Olivier Delcroix du Figaro écrit : « si l'épopée de Charette (incarné par un Hugo Becker qui fait ce qu'il peut) mérite d'être retracée, ce n'est pas ainsi. […] C'est violent, sanglant, bruyant, agressif. On soupire à la simple idée du film qu'aurait pu réaliser un Philippe de Broca ».
Sylvestre Picard, de Première, interroge : « est-ce que Vaincre ou mourir est au moins un grand film spectaculaire ? Pas tellement. C'est surtout truffé d'ellipses, la voix off bouchant les trous d'un récit balisé, cloué dans sa vision réductrice du monde — même si cette vision avance masquée ». Il ajoute que le long-métrage est « distribué par Saje, spécialisé dans les films chrétiens (comme la sinistre fiction anti-avortement Unplanned en 2019), coproduit par Canal+, propriété du très catho Vincent Bolloré ». Le journaliste précise que le prologue est signé par « des historiens dont le très orienté Reynald Secher, partisan de la thèse controversée du génocide vendéen ».
Sur le site Écran large, Antoine Desrues déclare que « la production de Puy du Fou Films s’assume comme un tract royaliste et catho intégriste », « où la République est perçue comme le système politique qui a, petit à petit, entraîné la chute de nos valeurs chrétiennes ». Le journaliste considère que Charette y est présenté comme « une icône jamais remise en cause pour ses actes et son positionnement idéologique ». Il compare également Vaincre ou mourir à un pan du cinéma hollywoodien ouvertement évangéliste (Dieu n'est pas mort ou Unplanned) devenu « aujourd'hui un business à part entière ». Antoine Desrues fustige le message sous-jacent du long-métrage : le « combat civilisationnel de Vincent Bolloré, qui exploite le septième art en outil de propagande similaire à Touche pas à mon poste. Bienvenue en 2023, et au retour de l’obscurantisme le plus total, qui ne prend même plus la peine de se fournir un écrin attrayant pour masquer son odeur méphitique ». Son collègue Mathieu Jaborska appuie ses propos : « L'exaltation royaliste grossière passerait presque pour une position tolérable si la pseudo-approche documentaire ne nous prenait pas pour des abrutis influençables ».
Télé 2 semaines écrit : « si elle a le mérite de mettre en lumière un héros méconnu, cette fresque historique pèche par son scénario prévisible et une réalisation brouillonne, notamment dans les scènes de combat ».

### Box-office
Lors de la première séance de l'après-midi à Paris, Vaincre ou mourir n'atteint pas le trio de tête : Tár se classe premier des films sortis le 25 janvier 2023, suivi par La Famille Asada et Retour à Séoul. L’accueil est bien plus positif en Vendée. Pour son premier jour d’exploitation, le film réalise un total de 32 371 entrées, dont 25 991 en avant-premières, pour un total de 489 séances proposées sur 188 copies, dont sept à Paris. Le jour de sa sortie, Vaincre ou mourir attire une moyenne de 34 spectateurs par écran. Selon Jérôme Vermelin sur TF1 INFO, « il n'a [alors] pas franchement rempli les salles ».
Si l’on considère les avant-premières, le long-métrage se positionne second du box-office des nouveautés en France pour leur premier jour, derrière Pattie et la Colère de Poséidon (101 484) et devant Mayday (18 013). Sans tenir compte des avant-premières, le long-métrage figure à la cinquième place du box-office avec 6 380 entrées, derrière Divertimento (7 580) et devant Un petit miracle (6 267).
Au bout d’une première semaine d’exploitation, le long-métrage totalise 107 762 entrées pour une septième place au box-office hebdomadaire, derrière Le Chat potté 2 : La Dernière Quête (116 750) et devant Tár (98 969).
Après une seconde semaine d’exploitation, Vaincre ou mourir réalise 73 394 entrées supplémentaires, toujours entre Le Chat potté 2 (87 053) et Tár (72 394). Le film dépasse à ce moment-ci les 200 000 entrées. En semaine 3, Vaincre ou mourir sort du top 10 du box-office hebdomadaire pour une quatorzième place avec 51 790 entrées supplémentaires.
Lors de sa sortie, le nombre de 100 000 entrées espérées semble hors de portée,. La presse d'extrême droite estime que les controverses et analyses historiques relayées par la presse aurait entraîné un effet Streisand et ainsi attiré le public,.
| Pays ou région | Box-office                   | Date d'arrêt du box-office | Nombre de semaines |
| -------------- | ---------------------------- | -------------------------- | ------------------ |
| France         | 287 609 entrées, 2 107 350 $ | 29 mars 2023               | 9                  |

### Controverses

#### Soupçons de faux avis sur Allociné
Le site agrégateur de critiques Allociné, le 13 février 2023, regroupe des critiques de spectateurs globalement favorables, avec une moyenne de 4 sur 5. Une enquête parue dans le quotidien Libération le 11 février s'interroge sur le nombre inhabituel d'avis, beaucoup émanant de comptes créés tout récemment et qui n'ont posté aucun autre avis. L'afflux d'avis éveille également les soupçons par sa rapidité : le jour de la sortie du film, dès sept heures du matin, la page du film sur Allociné est déjà inondée de plusieurs centaines d'avis favorables. Deux spécialistes du marketing en ligne, interrogés, concluent à une probable tentative d'influencer la note des avis de spectateurs du film sur Allociné par le biais de faux avis, comme cela s'est déjà produit par le passé pour d'autres films comme Les Nouvelles Aventures d'Aladin d'Arthur Benzaquen en 2015.
Un an plus tard, les avis de spectateurs donnent au film une moyenne de 3,6 sur 5.

#### Réactions politiques
Les députés Alexis Corbière et Matthias Tavel, tous deux membres du parti politique La France insoumise, dénoncent une « fiction antirépublicaine » et une « falsification de l'histoire », estimant que les « extrêmes droites et droites extrêmes veulent imposer à la société leur grille de lecture des problèmes de notre temps, leur haine de l’égalité républicaine, leur nostalgie morbide de pseudo-traditions catholiques intégristes, leur nationalisme « de la terre et des morts » ».

## Analyse

### Analyse de Jean-Clément Martin
Vaincre ou mourir se définit comme un film historique, et fait suite au Dernier Panache, un spectacle du parc d'attractions du Puy du Fou présenté comme « inspiré de faits réels ». Ce parc d'attractions et ce spectacle ont suscité de longue date les inquiétudes et les critiques d'historiens qui l'accusent d'asservir la réalité historique à une vision politique conservatrice. C'est notamment le cas de Jean-Clément Martin, spécialiste de la Révolution française, de la Contre-révolution et de la guerre de Vendée,,,. Celui-ci indique cependant avoir proposé en 2019 « une analyse de l’évolution de la mémoire des guerres de Vendée couvrant les deux derniers siècles jusqu’en 2018 pour insister sur la concentration extraordinaire des souvenirs de la guerre opérée par le Puy du Fou et les institutions proches, faisant muter la mémoire régionale vers une utilisation plus touristique que militante ».
À propos du film, l'historien Jean-Clément Martin considère que « grossièrement, il n’y a pas d’erreur factuelle notable qui choque, sauf une : la signature par Charette du traité de paix du 17 février 1795, ce qui n’a pas eu lieu ! Seuls les révolutionnaires ont signé ».
Selon lui, le film aborde avec une certaine justesse la participation des femmes au combat — avec les personnages des amazones Bulkeley et La Rochefoucauld —, les liens des Vendéens avec les chouans et avec les émigrés, ainsi que la distance prise par le clergé au moment de la pacification de 1795-1796. À propos des massacres commis par les colonnes infernales, il estime que « globalement, la présentation des dévastations correspond à ce qui se passe. […] La représentation de la répression était inévitable et, il faut le dire, aurait pu être plus terrible encore ».
En revanche, Jean-Clément Martin considère les scènes de batailles comme peu convaincantes et précise que Charette ne passe à la guérilla qu'en 1794. Il critique également les costumes et les décors : « Les républicains ne portent pas tous des uniformes uniques, sont mieux armés et beaucoup plus nombreux. Les Vendéens ne sont pas seulement des paysans et des nobles, la diversité sociale est plus grande. […] Le décor urbain ne correspond guère à l’architecture des villages et villes de l’Ouest. […] La vie dans la zone contrôlée par Charette ou par d’autres chefs oubliés comme Stofflet en 1794 est organisée : on y fait des récoltes, on soigne dans des hôpitaux de campagne, on bat même monnaie ! La présentation d’une vie quasi-moyenâgeuse est évidemment hautement romanesque, romantique, et fausse ». Il regrette également que le film ne mette pas en avant les divisions entre républicains.
Le film reprend « l'idée que la paix de La Jaunaye de février 1795 aurait été assortie de la livraison de Louis XVII à Charette pour qu’il l’installe au cœur de la Vendée ». Une version « connue depuis deux siècles sans que l'on puisse statuer sur son authenticité ».
Jean-Clément Martin estime que le fait que le film « soit consacré uniquement à Charette peut se comprendre techniquement mais pose question. Charette arrive tardivement dans la guerre et ne s’impose qu’après l’été 1793. […] C’est après 1794 qu’il est bien ce chef de guerre reconnu, mais il fallait lui associer ses alliés et rivaux, à commencer par Stofflet. […] La personnalisation de la guerre fausse les perspectives. […] La concentration exclusive sur Charette est un choix esthétique, que l’on peut comprendre, mais qui ne permet pas de voir globalement la guerre et masque la complexité de l’époque ».
Par la suite Jean-Clément Martin s'exprime sur son blog Mediapart. Il estime le film critiquable pour « son introduction inutile, sa fiction elliptique, ses omissions, notamment de la complexité des armées vendéennes ou pire des massacres de Machecoul commis par les Vendéens, avant que Charette n’en prenne la tête », et il rappelle que Charette n'a jamais signé le traité de paix de 1795. Il dénonce en revanche certaines critiques du film, rappelant que les « scènes d'incendie ou de dévastation » restituent des violences attestées historiquement. Dans l'ensemble, il est d'avis que « le mot « génocide » n’est pas le sous-texte de ce film », dont le propos est donc, selon lui, bien distinct de ceux de Philippe de Villiers, le propriétaire du Puy du Fou, dont Martin juge les propos « très contestables et délibérément polémiques ». Il conclut : « Ce n’est pas parce que des personnages importants tiennent des propos très contestables et délibérément polémiques qu’il faut les imiter pour entrer dans des débats stupides. Nous avons besoin de revenir aux faits, de rappeler que la guerre de Vendée est née d’une rivalité désastreuse entre révolutionnaires et que tant que la République n’admettra pas, simplement, cette réalité – que les Républicains de 1880 connaissaient et dénonçaient – nous garderons toujours cette plaie purulente grattée évidemment par ceux qui se rangent du côté des victimes, position à la mode. » Tout en reconnaissant que le film a été « produit par des groupes hostiles à la Révolution, voire à la République, certainement à la démocratie », il invite les partisans de ces trois notions à proposer eux-mêmes d'autres récits sur cette période. Il cite, comme exemple de traitement réussi de cette période à l'écran, le téléfilm La Bataille de Cholet, réalisé par Turenne et Costelle en 1974.

### Analyse de Paul Chopelin et François Huzar
Dans un article publié en septembre 2023 aux Annales historiques de la Révolution française, les historiens Paul Chopelin et François Huzar évoquent un film « très démonstratif, avec une voix off omniprésente qui présente le contexte historique et relate très maladroitement le ressenti des personnages ». Selon eux, « ce qui frappe d’emblée, c’est le très faible intérêt accordé à la crise religieuse ». Les réalisateurs insistent davantage sur « les enjeux politiques », avec notamment la levée en masse comme moteur de la révolte, mais ils « n’ont pas voulu faire un film chrétien militant », ce qui dénote avec le catalogue de Saje distribution.
Ils estiment également que « Charette n’est pas héroïsé selon les canons classiques de la littérature contre-révolutionnaire. Il est ici plutôt dépeint comme un procrastinateur, voire un raté, qui entre en guerre malgré lui et dont le charisme se révèle progressivement au cours des combats. Constamment hésitant, sombrant parfois lui-même dans la violence, il se laisse mener par les événements davantage qu’il ne les influe ».
Paul Chopelin et François Huzar notent que Reynald Secher s'exprime en dernier dans l'introdution, « ce qui lui confère un statut d’autorité ». Cependant, ils considèrent que « le film est bien loin d’épouser ses thèses sur les guerres de Vendée. À aucun moment le mot génocide n’est prononcé ». Ils regrettent néanmoins que « les réalisateurs accréditent l’idée d’une répression entièrement organisée de l’extérieur », sans accorder aucune place aux antagonismes locaux.
Selon eux, la deuxième partie du film, consacrée à la pacification et inspirée des travaux de l'historienne Anne Rolland-Boulestreau, est « la plus nuancée et la plus novatrice sur le plan du traitement des Guerres de Vendée au cinéma ». Le film distingue alors « dans le camp républicain, les criminels des hommes d’honneur » et met notamment en avant le général républicain Jean-Pierre Travot, qui apparaît « comme le double du héros, porteur de la même éthique combattante, respectueuse de l’adversaire et du droit des gens ». Les Bourbons ne sont quant à eux pas présentés à leur avantage et la cause monarchique se révèle finalement décevante aux yeux de Charette.
Pour Paul Chopelin et François Huzar : « Force est de reconnaître que le message politique n’est finalement ni antirépublicain, ni contre-révolutionnaire. La Révolution, acceptée au début, n’est pas mauvaise par essence. [...] Vincent Mottez reprend la thèse très classique du dérapage de la « Terreur » et appelle in fine à une réconciliation entre adversaires ». Ils estiment que, de ce point de vue, « les critiques cinématographiques qui décrivent Vaincre ou mourir comme un film de propagande, à l’instar de Samuel Douhaire dans Télérama [...] sont pour le moins de mauvaise foi ».
Selon eux, « C’est finalement davantage le contexte d’exploitation du film qui le transforme en film militant, à droite comme symbole d’une contre-offensive face à une supposée histoire officielle imposée par la gauche, à gauche comme emblème des ambitions culturelles d’une droite catholique identitaire incarnée par Philippe de Villiers et par Vincent Bolloré ».

### Analyse de Guillaume Lancereau
L'historien Guillaume Lancereau estime quant à lui que, même si le film ne reprend pas explicitement la thèse d'un « génocide vendéen », Vaincre ou mourir reprend l'idée « en filigrane », d'une part parce que le film s'ouvre sur une interview de Reynald Secher, qui a inventé cette thèse, d'autre part parce que le film conserve l'idée que l'État révolutionnaire cherche délibérément à éradiquer les Vendéens. Or cette idée est « intenable historiquement », indique Lancereau, car à l'époque où le film se déroule « il n’y a pas de dimension ethnique en Vendée, et donc pas d’identité vendéenne. Elle s’est justement construite après, dans la mémoire de la guerre de Vendée. Et il n’y avait pas de volonté de l’État, mais plutôt une impuissance à contrôler les exactions commises par les soldats. Ce n’est donc pas par excès d’État ! » Le propos réactionnaire du film ressort selon lui aussi dans le manque de remise en contexte et dans l'ellipse brusque au cours du film : « on fait un saut historique monstrueux entre 1789 et 1793, une période qui compte les journées parmi les plus riches et denses de l’histoire de France, au profit d’un glissement, comme si la Terreur était déjà contenue dans 1789, ce qui est une thèse historiographique particulièrement réactionnaire. ».
Lancereau déclare que, comme le spectacle, « le film porte une vision anti-républicaine, catholique et royaliste », et il s'alarme des prétentions « pédagogiques » des producteurs. Il prévient : « Le problème de la diffusion d’un tel film auprès d’un public non averti, c’est qu’il n’y a pas d’éléments de contexte pédagogique, et pas moyen de proposer un contre-discours critique. Au Puy du Fou, il y a des livrets à destination des scolaires qui comportent des erreurs objectives. »

### Analyse de Pierre Vermeren
Pour Pierre Vermeren, professeur d'histoire contemporaine à l'université Paris 1 Panthéon-Sorbonne et spécialiste du Maghreb, le très mauvais accueil critique reçu par le film s'explique par le tabou de la guerre de Vendée : « le film […] jette au feu une partie du roman national en restituant avec plus ou moins de bonheur cinématographique, mais telle n’est pas la question, un des épisodes les plus tragiques — si ce n’est le plus tragique — de notre histoire franco-française : la guerre de Vendée et ses 200 000 morts. C’est pour dévoiler cette phase occultée de notre histoire nationale, sa page maudite, que [de nombreux historiens] vouent ce film aux gémonies ». Pour lui, le public (notamment celui de gauche), aurait du mal avec le sujet de la guerre de Vendée car celle-ci s'inscrit dans une période délicate de la « Grande Révolution » (exécution de Louis XVI, la Terreur), alors même que la nation française et la République se sont en partie construit sur ces périodes. De fait, toujours selon lui, « elle nous fascine [la Grande Révolution], et nous tentons d’en occulter les crimes de masse ».

### Analyse de Thierry Lentz
L'historien Thierry Lentz, alors professeur associé à l'Institut catholique de Vendée, affirme dans Le Figaro : « Si le film, par manque de moyens, n'est pas exempt de critiques esthétiques, si le choix de l'ouvrir par des interventions contemporaines rend le tout un peu inhabituel, on ne voit pas pourquoi ses thèses — d'ailleurs acceptables pour un historien — auraient moins droit de cité que celles d'autres productions cinématographiques. On devrait même se réjouir qu'enfin, le cinéma français traite un sujet pareil, ne serait-ce que pour continuer la discussion sur ces terribles et peu reluisantes guerres et exactions de Vendée. Mais la ZAD de la Terreur, sachant sa position historiquement faible, ne voudra jamais en entendre parler. C'est la seule chose qui est sûre. ».